# Mulheres no espaço

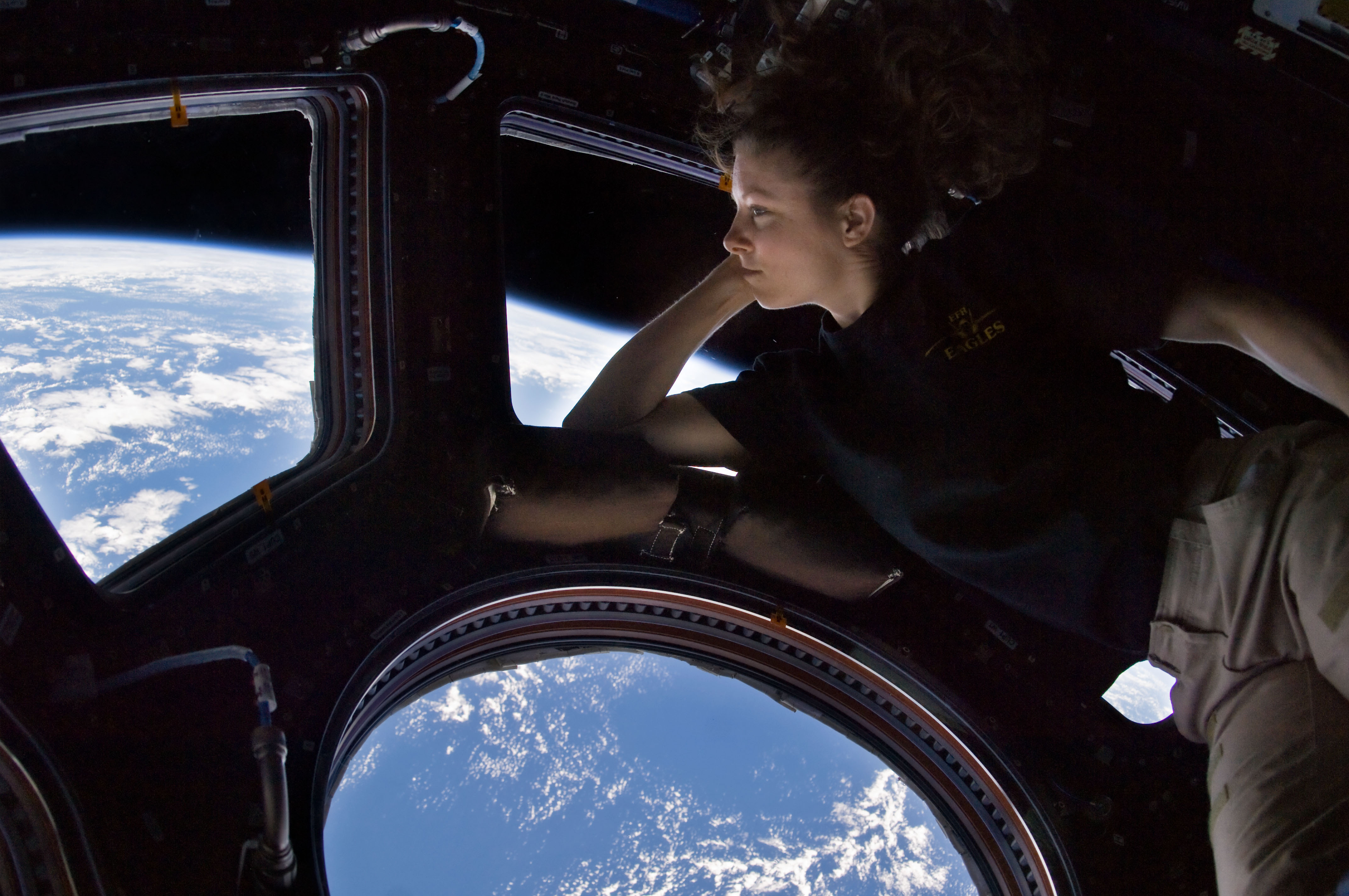
Tracy Caldwell Dyson vendo a Terra a partir da cúpula da ISS, 2010

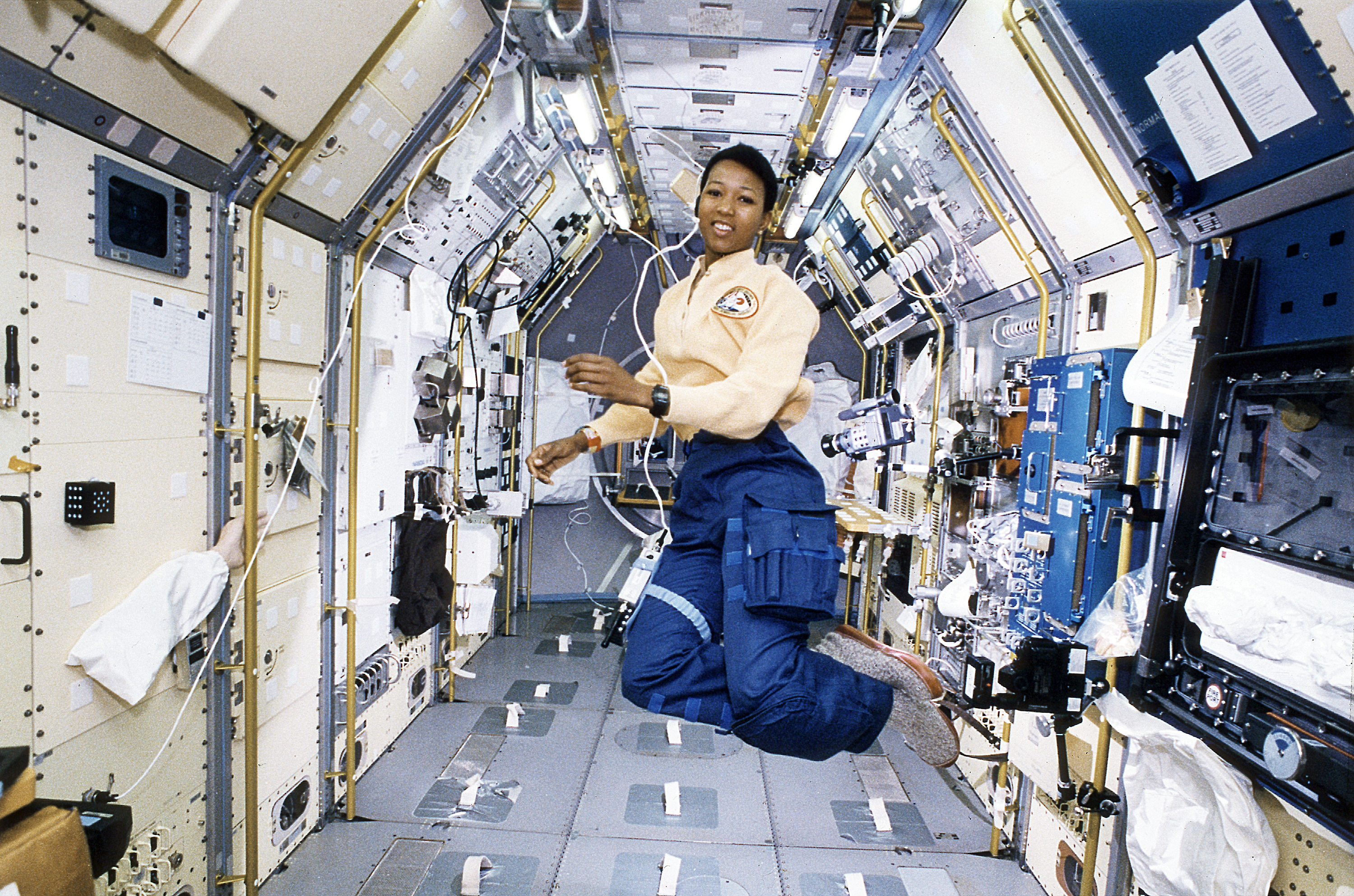
Mae Jemison no Spacelab durante a STS-47, 1992

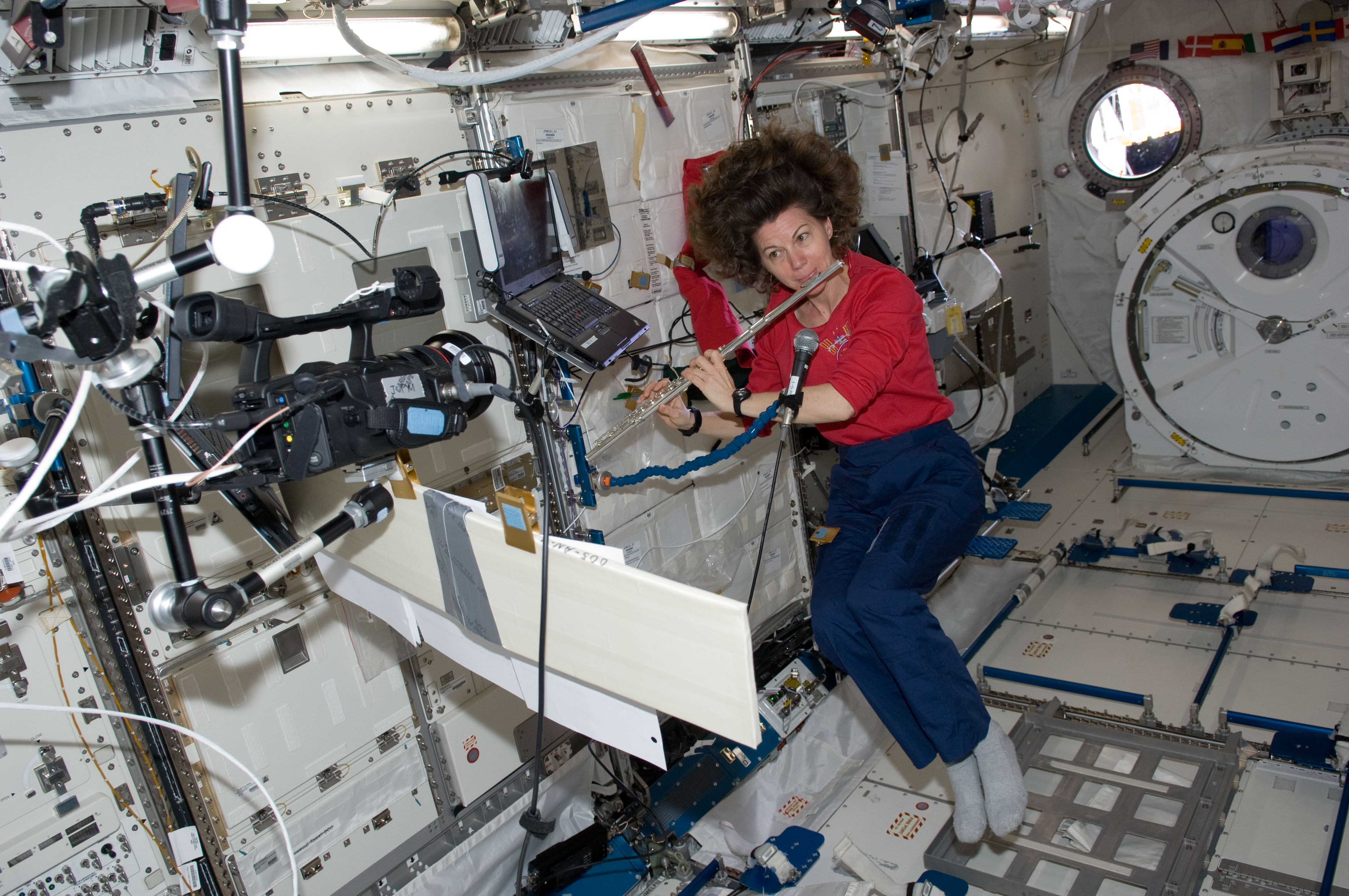
Catherine Coleman tocando flauta a bordo da ISS, 2011

Mulheres de várias nacionalidades têm trabalhado no espaço. A primeira mulher no espaço, a cosmonauta Soviética Valentina Tereshkova, voou em 1963. Os programas espaciais foram lentos em empregar as mulheres, e apenas começaram a incluí-las na década de 1980. Muitas mulheres no espaço tem sido cidadãs dos Estados Unidos, com missões no Ônibus Espacial e na Estação Espacial Internacional. Três países mantêm programas espaciais ativos que incluem mulheres: República Popular da China, Rússia e Estados Unidos. Para além disso, um número de outros países - Canadá, França, Índia, Irão, Itália, Japão, Coreia do Sul e Reino Unido - enviaram mulheres ao espaço em missões russas ou norte-americanas.
No espaço as mulheres enfrentam muitos dos mesmos desafios dos homens: dificuldades físicas por condições não terrestres e estresse psicológico por causa da isolação e separação. Estudos científicos em anfíbios femininos e mamíferos não-humanos geralmente não apresentam algum efeito adverso em missões curtas.

## Mulheres no programa espacial

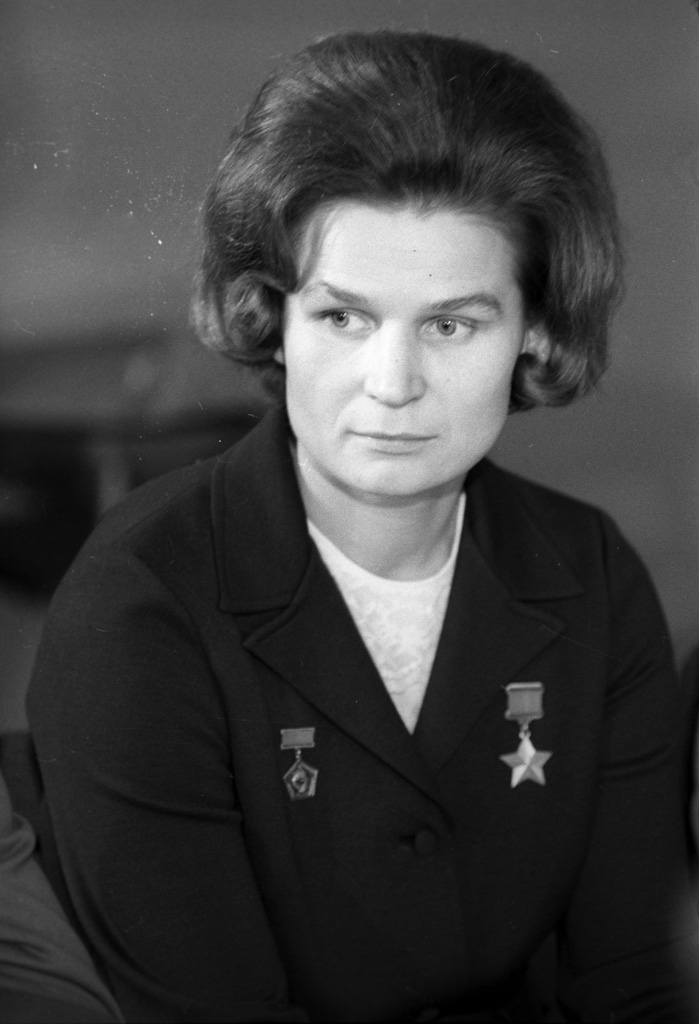
Valentina Tereshkova, a primeira mulher no espaço, 1969

Apesar de a primeira mulher ido ao espaço em 1963, bem cedo na exploração espacial tripulada, demoraria outros 20 anos até que outra voasse. Enquanto algumas norte-americanas passaram pelo processo de seleção de astronautas no começo da década de 1960 - e passaram - elas não eram elegíveis como astronautas: todos os astronautas deviam ser pilotos de teste do exército, uma carreira que não estava disponível para as mulheres na época.
A NASA abriu o programa espacial para candidatas em 1978, em resposta às novas leis contra discriminação da época. Quando Sally Ride se tornou a primeira mulher astronauta dos EUA a ir ao espaço, a imprensa perguntou-lhe sobre o seu sistema reprodutor e se ela choraria caso algo desse errado.
Mulheres com filhos também enfrentam perguntas sobre como elas se comparariam com as expectativas tradicionais de maternidade. Shannon Lucid, uma do primeiro grupo de astronautas norte-americanas, lembra de perguntas da imprensa sobre como seus filhos lidariam com ela sendo uma mãe no espaço. Geralmente as mulheres são esperadas como sendo as únicas responsáveis pela criação dos filhos, o que pode impactar suas carreiras.

### União Soviética (inclui a Rússia)
A primeira mulher no espaço foi uma cosmonauta soviética: Valentina Tereshkova foi lançada na Vostok 6 em 16 de junho de 1963.
A segunda também foi uma cosmonauta soviética, Svetlana Savitskaya, que participou em 1982 na missão Soyuz T-7. Savitskaya tornou-se na primeira a voar duas vezes, quando participou da missão Soyuz T-12 em 25 de julho de 1984, e foi a primeira a andar no espaço quando realizou uma atividade extraveicular fora da estação Salyut 7 durante a missão Soyuz T-12.

#### Pós Rússia Soviética
A russa Yelena Kondakova se tornou a primeira mulher a voar tanto no Programa Soyuz e no Ônibus Espacial. Yelena Serova se tornou a primeira cosmonauta a visitar a Estação Espacial Internacional no dia 26 de setembro de 2014.
O programa espacial russo também teve a participação de cosmonautas internacionais. Helen Sharman do Reino Unido (1991), Claudie Haigneré da França (1996 e 2001), Anousheh Ansari do Irão (2006), Yi So-yeon da Coreia do Sul (2008) e Samantha Cristoforetti da Itália (2014).

### Estados Unidos

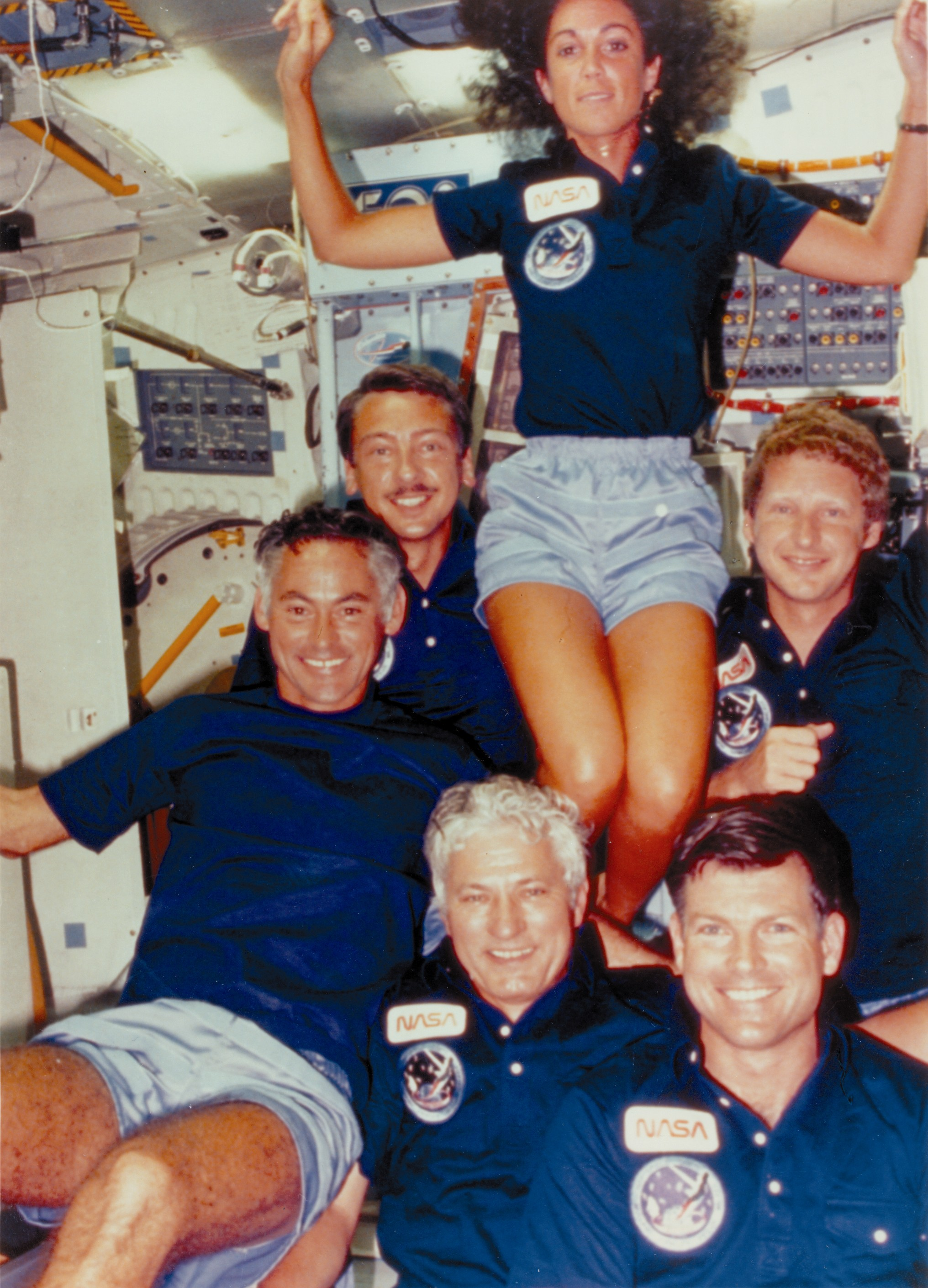
Judith Resnik como especialista de missão em órbita a bordo do Ônibus Espacial Discovery em 1984. Ela morreu menos de um ano e meio depois, a bordo do Challenger.

Os Estados Unidos não tiveram uma mulher no espaço até 1983, quando a astronauta Sally Ride foi lançada com a sétima missão do Ônibus Espacial. Desde então, mais quarenta norte-americanas voaram ao espaço. Muitas serviram nos vários voos do Ônibus entre 1983-2011.
Sallt Ride foi a terceira mulher no geral a ir ao espaço. Ride serviu no STS-7 de 18 até 24 de junho de 1983. Judith Resnik foi a segunda norte-americana e a quarta mulher no geral no espaço, como especialista de missão da viagem inicial do Discovery, de agosto até setembro de 1984, morrendo menos de um ano e meio depois quando o Ônibus Espacial Challenger foi destruido. A primeira norte-americana numa AEV foi Kathryn ("Kathy") Sullivan na STS-41-G, lançada dia 11 de outubro de 1984. A primeira mulher a participar como tripulante duma expedição na ISS foi Susan Helms, na Expedição 2, que durou de março até agosto de 2001. A astronauta norte-americana Kathleen Rubins se tornou a 60.ª mulher a voar ao espaço quando foi lançada para a Estação Espacial Internacional em 6 de julho de 2016, sevindo como engenheira de voo nas expedições 48 e 49. Ela retornou em outubro de 2016, tendo passado 12h, 46m em AEV e 115d, 12h e 46m no espaço como parte dessas missões. Durante sua estadia na ISS, ela também conduziu vários experimentos, incluindo alguns na área de biologia. Ela foi a primeira pessoa a sequenciar DNA no espaço.
Além de cidadãs dos EUA, foguetes norte-americanos também lançaram astronautas internacionais. Roberta Bondar (em 1992) e Julie Payette (em 1999 e 2009) do Canadá, Kalpana Chawla da Índia (1997 e 2003), Chiaki Mukai (em 1994 e 1998) e Naoko Yamazaki (2010) do Japão voaram como parte do programa espacial dos EUA.
Um número de outras mulheres de alto nível contribuíram para o interesse nos programas espaciais. No começo dos anos 2000, Lori Garver iniciou um projeto para aumentar a visibilidade e viabilidade do voo espacial privado com o projeto "AstroMom". Ela esperava preencher um assento não usado na Soyuz com destino à Estação Espacial Internacional pois "...criar uma civilização espacial é uma das coisas mais importantes que poderíamos fazer em nossas vidas.”

### Canadá

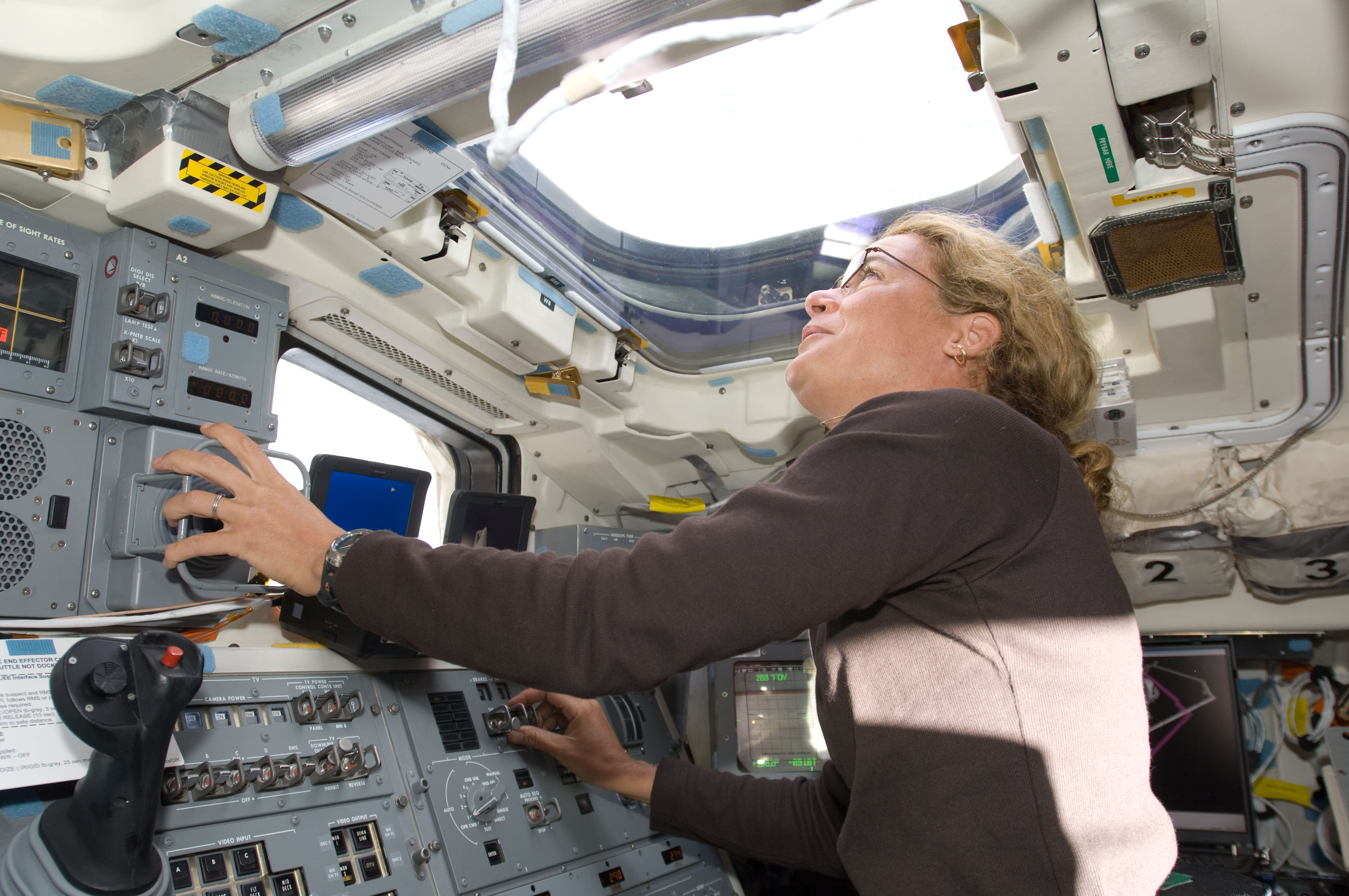
Astronauta canadense Julie Payette no espaço em 2009 (STS-127)

Roberta Bondar foi a primeira canadense no espaço e a segunda canadense no geral. Ela voou no Ônibus Espacial Discovery em janeiro de 1992.
Outra canadense é Julie Payette de Montreal. Payette foi parte da tripulação da STS-96, no Ônibus Espacial Discovery, de 27 de maio até 6 de junho de 1999. Durante a missão, a tripulação realizou a primeira acoplagem manual do Ônibus com a Estação Espacial Internacional, e entregaram quatro toneladas de logística e suprimentos para a estação. No Endeavour, em 2009 para a STS-127, Payette serviu como especialista de missão. Sua responsabilidade principal era de operar o braço robótico Canadarm, a partir da estação espacial. Payette jurou como a 29º Governadora-geral do Canadá em 2 de outubro de 2017.

### Japão

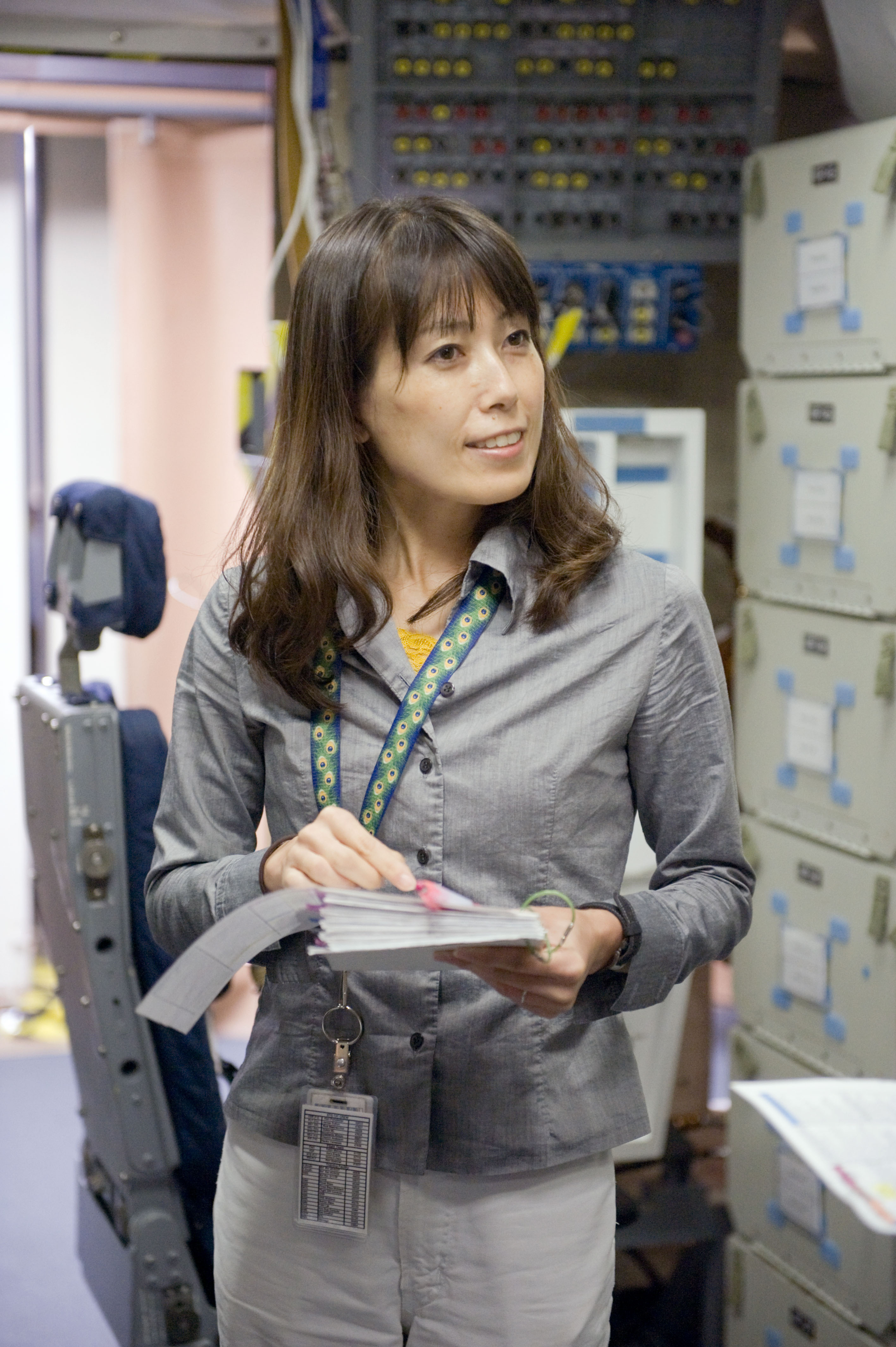
Naoko Yamazaki no Johnson Space Center, 2009

Em 1985, Chiaki Mukai foi selecionada como uma das três candidatas japonesas a Especialista de Carga para o First Material Processing Test (Spacelab-J) que voou na STS-47 em 1992. Ela também serviu como especialista de carga suplente para a missão Neurolab (STS-95). Mukai marcou mais de 566 horas no espaço. Voou a bordo da STS-65 em 1994 e STS-95 em 1998. Ela é a primeira japonesa no espaço e a primeira pessoa de cidadania japonesa a voar duas vezes.
Naoko Yamazaki se tornou a segunda japonesa no espaço ao ser lançada no dia 5 de abril de 2010. Yamazaki voou no Discovery como parte da missão STS-131. Ela retornou em 20 de abril de 2010. Yamazaki trabalhou nos projetos de desenvolvimento do hardware da ISS nos anos 90. Ela é uma engenheira aeroespacial que também tem um mestrado nessa área. Ela foi selecionada como candidata em 1999 e foi certificada em 2001. Ela era uma especialista de missão ao voar em 2010 e passou 362 horas no espaço.  Yamazaki trabalhou em robótica e passou pela transição através da reorganização da organização de voo espacial Japonês em 2003, quando NASDA (National Space Development Agency of Japan) se fundiu com ISAS (Institute of Space and Astronautical Science) e NAL (National Aerospace Laboratory of Japan).  A nova organização foi chamada de JAXA (Japan Aerospace Exploration Agency).

### China
Em 2012, o Programa espacial chinês enviou sua primeira mulher ao espaço.

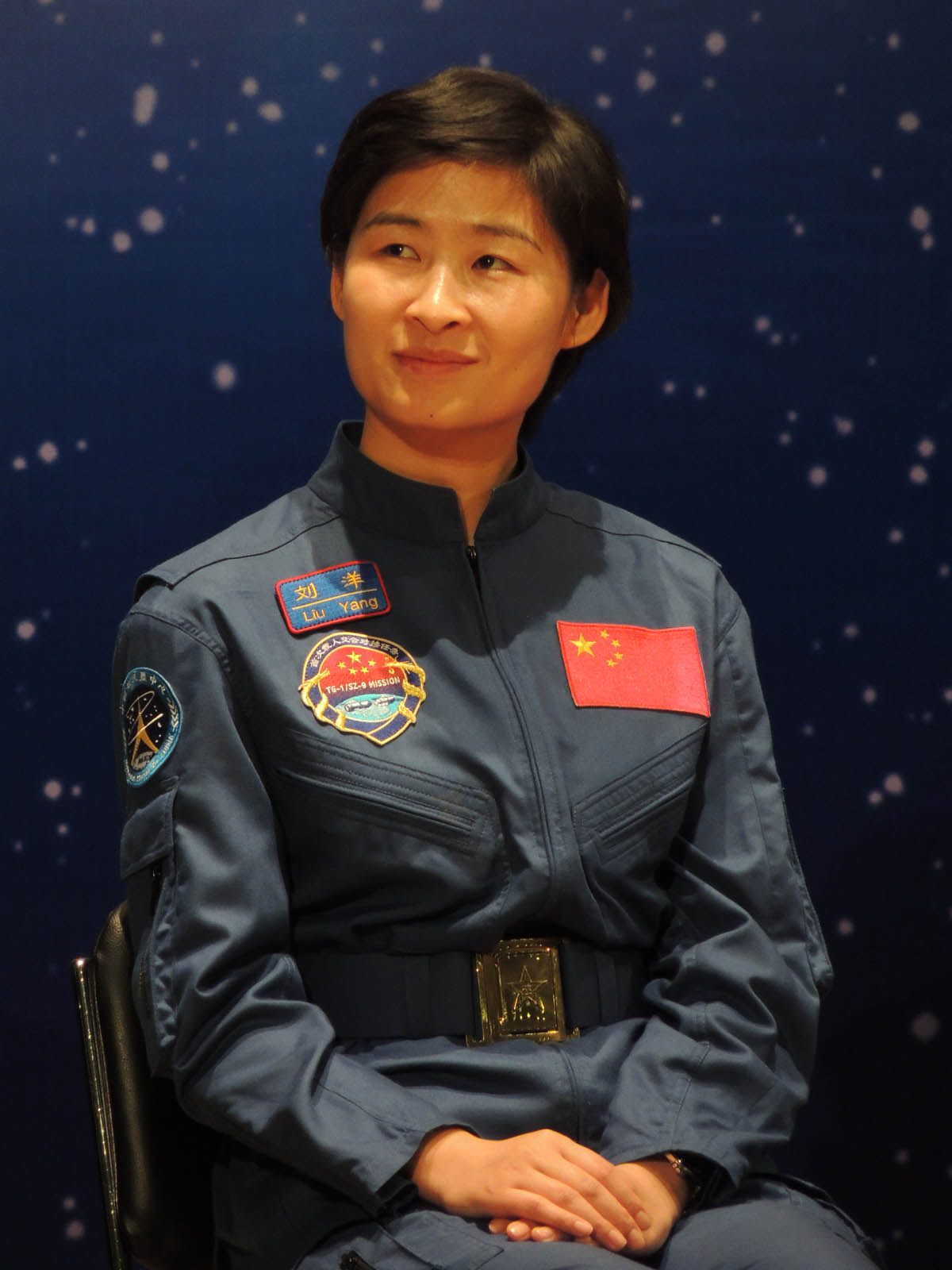
Liu Yang, a primeira chinesa no espaço

As primeiras candidatas a taikonautas da China, escolhidas em 2010 das patentes de piloto de caça, eram requeridas que fossem mães casadas. Os chineses declararam que mães casadas eram "mais fisica e psicologicamente maduras" e que a regra de que elas deveriam ter filhos era devido a preocupações de que o voo espacial iria afetar seus órgãos reprodutores (o que inclui os embriões). A natureza desconhecida dos efeitos do voo espacial nas mulheres também foi notada. Entretanto, o diretor do Centro de Astronautas Chineses declarou que o casamento é uma preferência, não uma limitação rigorosa. Parte do motivo do rigor era pelo motivo desse ser a primeira seleção de taikonautas que eles conduziram e estavam tentando ser "extra cuidadosos". A primeira taikonauta da China, Liu Yang, era casada, mas não tinha filhos na época de seu voo em junho de 2012.

### Nacionalidades adicionais
- Helen Sharman
- Claudie Haigneré
- Yi So-yeon
- Samantha Cristoforetti

## Turistas espaciais

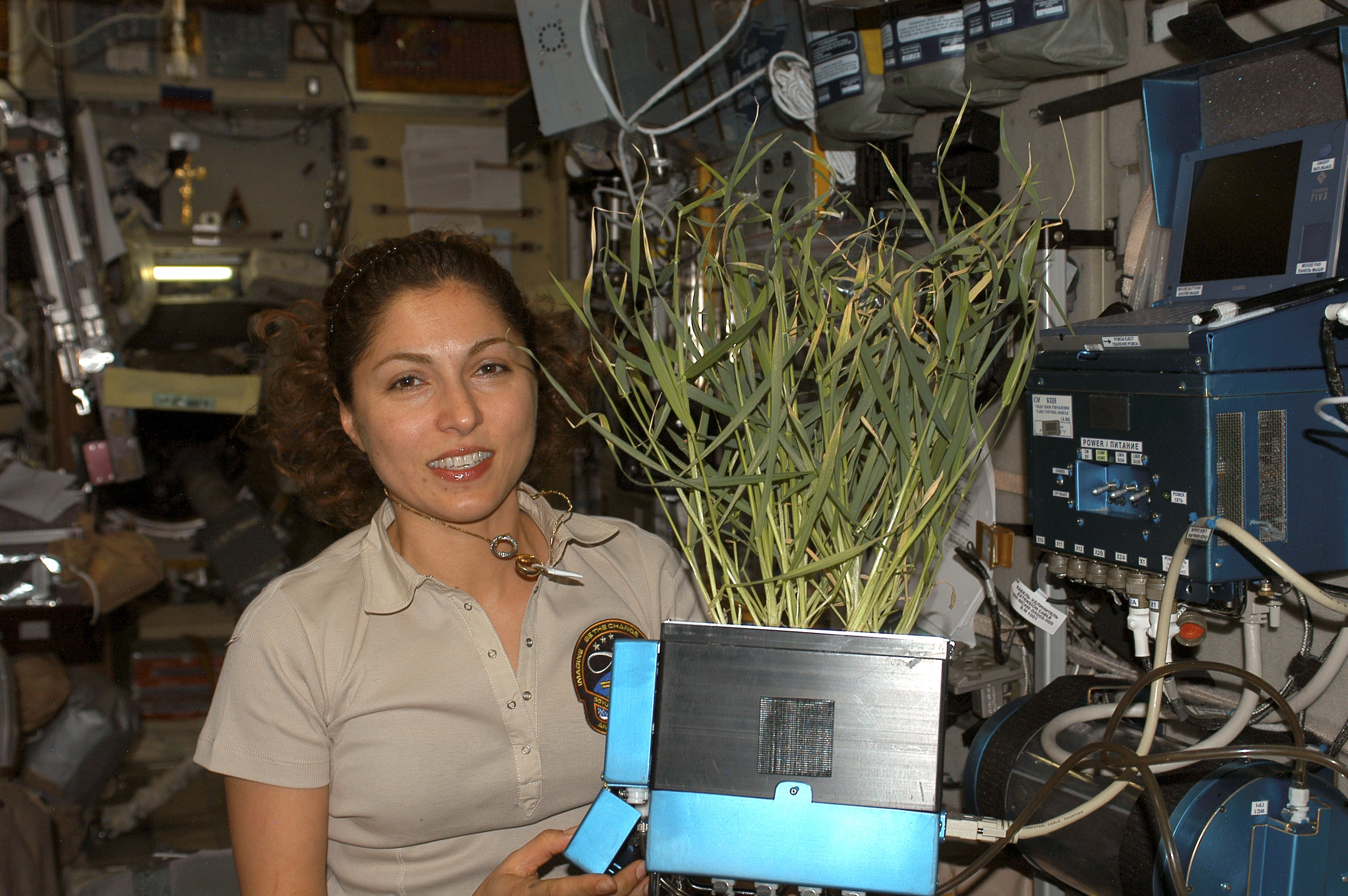
Ansari segura uma planta que cresceu no Módulo de Serviço Zvezda, da Estação Espacial Internacional.

Anousheh Ansari foi a quarta, no geral, turista espacial autofinanciada e a primeira mulher que pagou a própria viagem até à Estação Espacial Internacional. Voou para a estação em 2006 na nave Soyuz TMA-9. Sua missão foi lançada do Cosmódromo de Baikonur no dia 18 de setembro de 2006, 04:09 UTC, acoplou na ISS as 05:21 UTC do dia 20 de setembro e retornou no dia 21 de abril de 2007. Soyuz TMA-9 transportou dois terços da Expedição 14 para a estação ao lado de Ansari. Ansari realizou várias experiencias em nova da Agência Espacial Europeia..
Em 2015, quatro mulheres eram classificadas como "participantes do voo espacial: Helen Sharman, Claudie Haigneré (nascida como André-Deshays), Anousheh Ansari e Yi So-yeon.

## Mortes
Especialista de Carga Christa McAuliffe e Especialista de Missão Judith Resnik se tornaram as primeiras mulheres a morrerem numa missão espacial quando o Ônibus Espacial Challenger explodiu a menos de dois minutos após o lançamento, com a perda de todos a bordo.
Em 2003, a tripulação do Columbia foi perdida na reentrada, incluindo as Especialistas de Missão Kalpana Chawla e Laurel Clark.

## Efeitos físicos do voo espacial nas mulheres

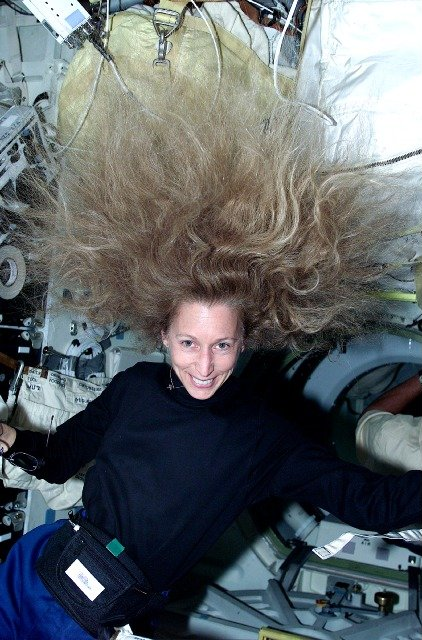
Astronauta Marsha Ivins demonstra os efeitos do zero-G em seu cabelo no espaço

As astronautas são sujeitas aos mesmos efeitos físicos gerais do voo espacial que os homens. Estes incluem as mudanças fisiológicas devido a microgravidade, tais como perda de massa óssea e muscular, ameaça à saúde pelos raios cósmicos, perigos devido ao vácuo e temperatura e estresse psicológico.
Os relatórios iniciais da NASA argumentaram que a menstruação poderia criar um risco sério contra a saude, além de ter um efeito negativo na performance, apesar de agora ser visto como algo rotineiro.
Tanto os homens quanto as mulheres são afetados pela radiação. Entretanto, devido aos modelos de risco usados atualmente para câncers endometrial, de ovário e de mamas, as mulheres da NASA só podem passar metade do tempo no espaço que os homens, o que limita suas opções de carreira em comparação.

## Estudo científico da gravidez no espaço

Comparação entre as doses de radiação, incluindo a quantidade detectada numa viagem da Terra para Marte pelo RAD no MSL (2011 - 2013).

### Gravidez
A NASA não permitiu que astronautas gravidas voassem ao espaço, e não houve mulheres grávidas no espaço. Entretanto, vários experimentos científicos já lidaram com alguns aspectos da gravidez.
A exposição pela radiação é uma preocupação. Para viagens aéreas, a Administração Federal de Aviação dos EUA recomenda um limite total de 1 mSv para uma gravidez, e não mais que 0,5 mSv por mês.
Astronautas nas missões Apollo e Skylab receberam uma média de 1,2 MSv/dia e 1,4 mSv/dia respectivamente. A exposição na EEI é uma média de 0,4 mSv por dia (150 mSv por ano), apesar da mudança frequente de tripulações minimizarem o risco para individuais. Um estudo publicado em 2005 no International Journal of Impotence Research relatou que missões de curta durações (não mais que nove dias) não afetavam "a habilidade das astronautas de conceberem e carregarem crianças saudáveis."   Em outro experimento, o sapo Xenopus laevis ovulou com sucesso no espaço.
A proteção contra radiação é um problema para a colonização espacial, pois os filhos das astronautas podem nascer estereis se a astronauta for exposta por muita radiação ionizante durante os estágios posteriores da gravidez. A radiação ionizante pode destruir os óvulos de um feto feminino no interior de uma mulher gravida, tornando a pessoa infértil quando crescida.
A falta de conhecimento sobre gravidez e métodos anticoncepcionais em microgravidade foi notado no sentido da realização de missões de longa duração.
Enquanto nenhum humano tenha gestado no espaço até 2019, os cientistas já realizaram experimentos em gestação de mamíferos não humanos. As missões espaciais que estudaram a "reprodução e crescimento de mamíferos" incluem o Kosmos 1129 e 1154 e as missões do Ônibus Espacial STS-66, 70, 72 e 90. Um experimento soviético de 1983 mostrou que uma rata que orbitasse enquanto gravida daria a luz para filhotes saudáveis; os filhotes eram "magros e fracos em comparação com os que ficaram na Terra e ficavam um pouco atrás no desenvolvimento mental," apesar de que os filhotes em desenvolvimento eventualmente se equalizassem.

### Educação infantil
Uma missão do Ônibus Espacial de 1998 mostrou que as mães roedoras Rattus ou não estavam produzindo leite o suficiente ou alimentando seus filhos no espaço. Entretanto, um estudo posterior com ratas gravidas mostrou que as animais davam a luz de forma bem sucedida e lactavam normalmente.
Até o momento, nenhuma criança humana nasceu no espaço; nem nenhuma criança foi ao espaço. Mesmo assim, a ideia de haver crianças no espaço é levada suficientemente a sério para que alguns tenham discutido como escrever um currículo para crianças em famílias que colonizassem o espaço.

### Radiação

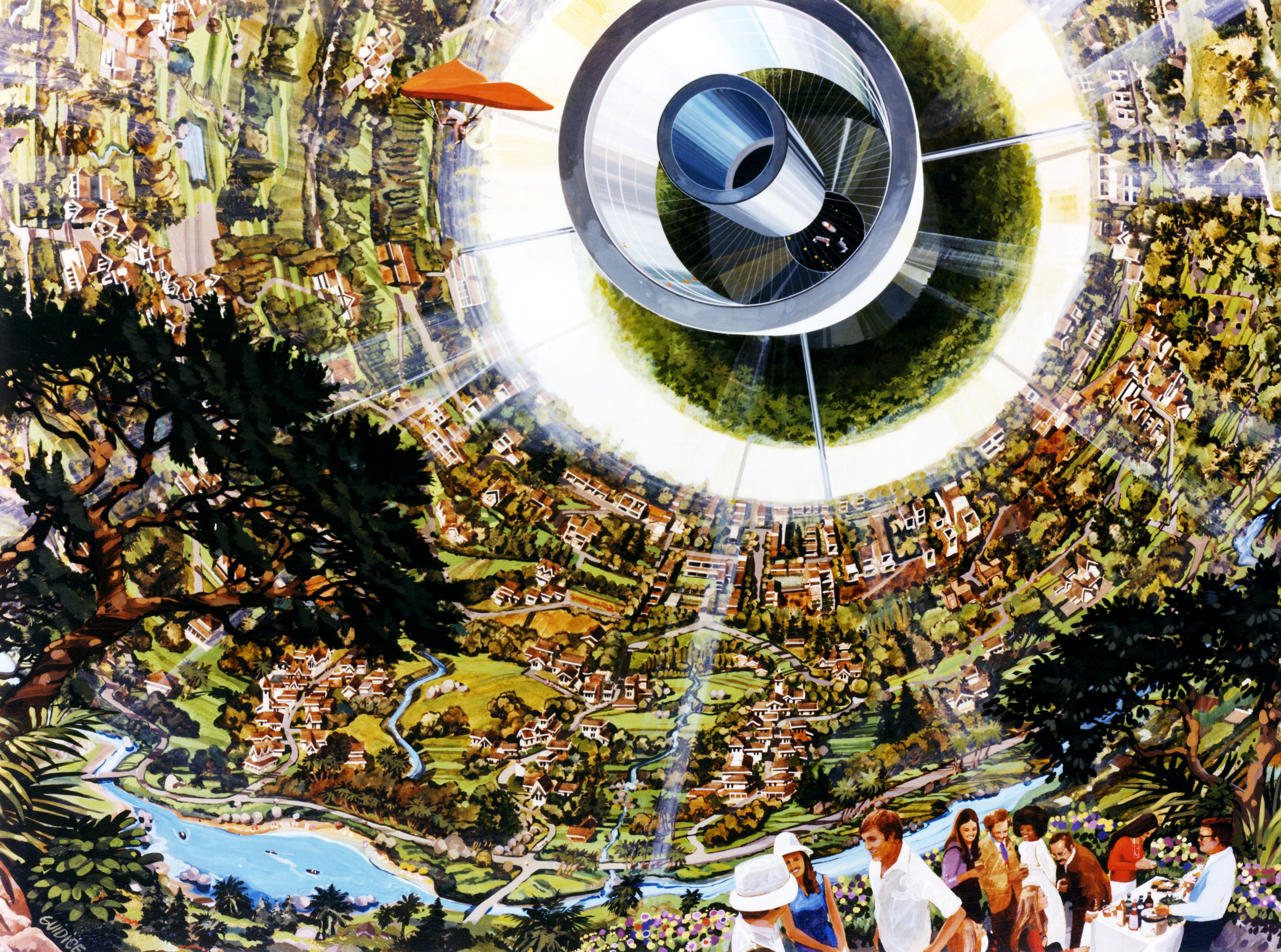
Homens e mulheres fraternizam numa colônia espacial dentro de uma esfera de Bernal; a Esfera de Bernal tem um formato curvado que tem o objetivo de ajudar a conter a pressão atmosférica e para prover a melhor eficiência de massa para proteção contra radiação numa colônia humana.

Tal como a viagem espacial atual, a viagem área expõe as pessoas numa aeronave a um nível de radiação elevado em comparação com o nível do ar, incluindo de raios cósmicos e de erupção solar.
A FAA dos Estados Unidos requer que empresas aéreas dê informações sobre radiação cósmica para a tripulação e uma recomentação do International Commission on Radiological Protection para o público geral é que não sejam expostos por mais de 1 mSv por ano. Em adição, muitas empresas aéreas não permitem tripulantes grávidas, em resposta à Diretriz Europeia. A FAA tem um limite total recomendado de 1 mSv para uma mulher grávida e não mais que 0,5 mSv por mês.
Partículas massivas também são uma preocupação para astronautas fora do campo magnético terrestre que recebem partículas solares de evento de prótons solares e raios cósmicos galácticos de fontes cósmicas. Estes nuclei de alta energia são bloqueados pelo campo magnético da Terra, mas representam uma preocupação principal de saúde para astronautas viajando para a Lua e qualquer destino além da órbita da Terra. Em particular, ions HZE altamente carregados são sabidos serem extremamente perigosos, apesar dos protons comporem a vasta maioridade dos raios cósmicos galácticos. A evidência indica que níveis de radiação de evento de partículas solares no passado teriam sido letais para astronautas desprotegidos.
Uma viagem para Marte com a tecnologia atual pode ser relacionada com as medidas do Mars Science Laboratory que mostra uma exposição estimada, numa viagem de 180 dias, ser de aproximadamente 300 mSv, que é um equivalente a 24 tomografias ou "15 vezes o limite anual para um trabalhador numa planta nuclear". Os padrões da Alemanha para uma mulher grávida tem um limite de 50 mSv/ano para as gônadas (ovários) e útero, e 150 mSv/ano para as mamas. Para as mulheres grávidas, a radiação aumenta o risco de câncers na infância para o feto.
Um dos problemas com a exposição à radiação no voo espacial para uma mulher grávida é que a criança que elas estariam gerando pode não ser capaz de ter filhos no futuro. Quando a criança ainda está no útero, os órgãos reprodutores são sensíveis à radiação; o feto de qualquer gênero poderia ficar infértil. O feto feminino é vulnerável, pois os óvvulos que são desenvolvidos enquanto a mãe está grávida podem ser danificados. Então, se ela tiver filhos, eles podem ser inférteis devido a exposição a radiação que a mãe passou no útero.